# Onggi

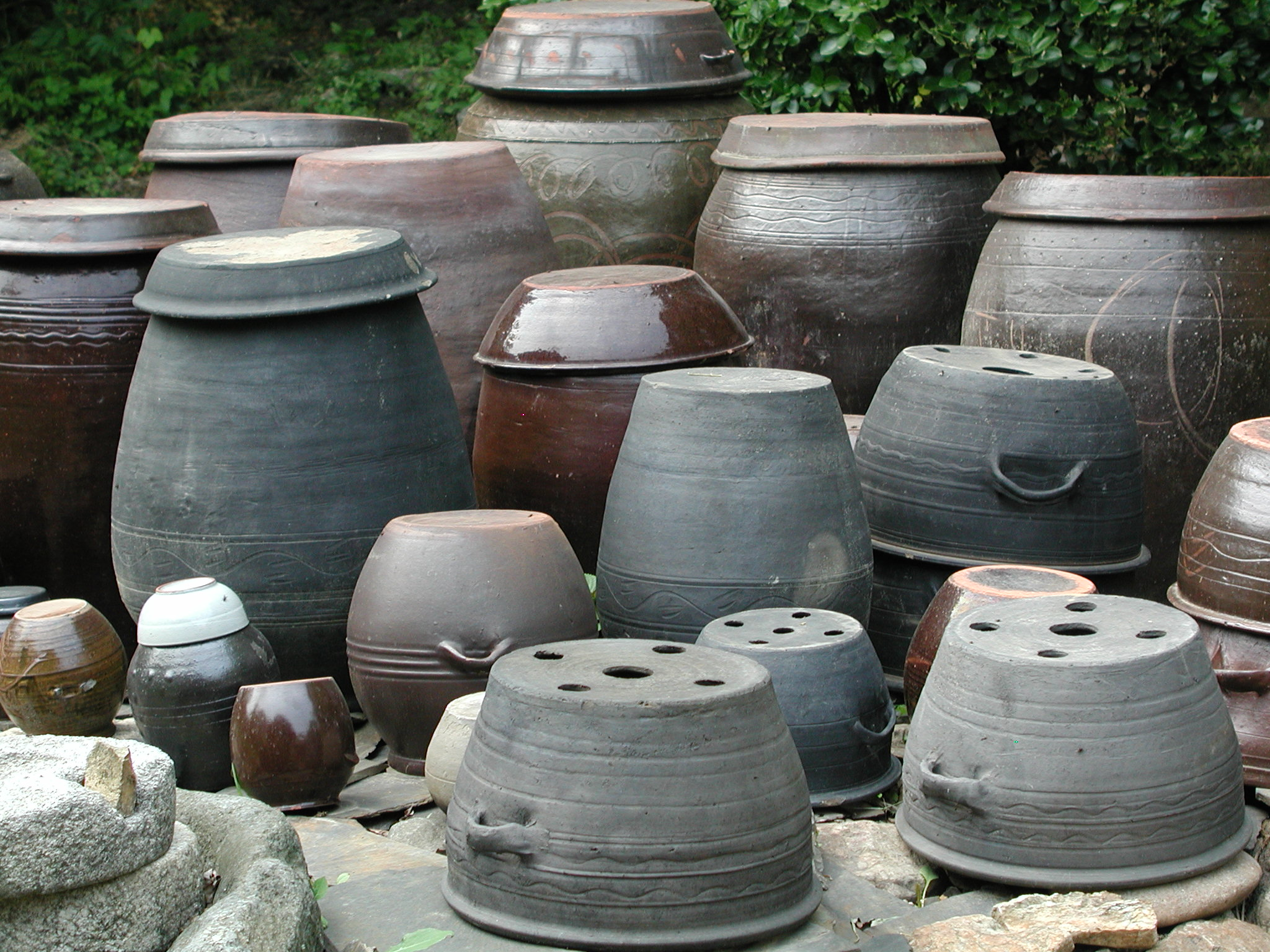
Onggi.

L'onggi (옹기?) è una giara di terracotta usata in Corea per la conservazione del cibo.

## Storia

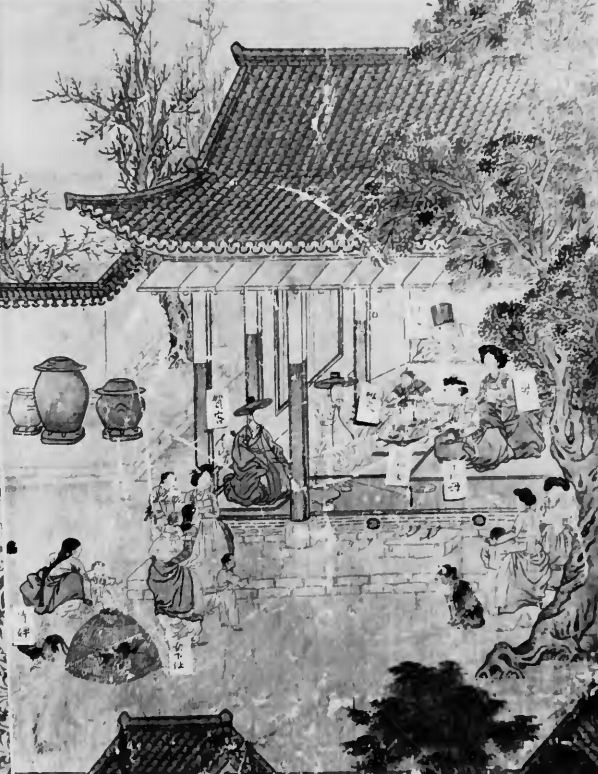
Scena da Biografia illustrata di Hong Yi-sang (Kim Hong-do, 1781), in cui sono rappresentate delle onggi.

Non esiste una cronologia formale sulle origini e lo sviluppo delle onggi, ma le testimonianze archeologiche ne attestano l'uso nella penisola coreana già durante il regno di Goguryeo (37 a.C.-668): urne di terracotta appaiono infatti nei murali ritrovati nelle tombe reali del III secolo. Viste inoltre le somiglianze con le terrecotte della dinastia Silla (668-918), gli studiosi ritengono che abbiano un'origine molto antica, anche se è stato sollevato il dubbio che le onggi conosciute in epoca moderna potrebbero essere una mutazione avvenuta sulla scia della rivoluzione economica del XVIII e XIX secolo.
Secondo le testimonianze storiche, i popoli di Baekje e Silla conservavano nelle giare riso, alcol, olio, salsa di soia e pesce salato, mentre il Goryeo gogyeong, un resoconto sulla vita nel Goryeo nel 1123, racconta che i coreani vi riponevano riso, doenjang, frutta, aceto e a volte l'acqua potabile.
Con la modernizzazione della società coreana a partire dagli anni Settanta, sono state progressivamente sostituite dalle stoviglie in plastica, vetro e acciaio; continuano però a essere usate nei ristoranti di cucina tradizionale e, su scala industriale, dai fabbricanti di condimenti.

## Caratteristiche
Le onggi sono giare per la conservazione del cibo realizzate con argilla alluvionale scura e grossolana che diventa rossa quando raggiunge i 1200 °C. È necessario che la grana sia contemporaneamente fine e grossa per permettere la circolazione dell'aria che favorisce la fermentazione senza però che i liquidi fuoriescano. Nella sua enciclopedia Imwon gyeongje sibyuk ji (Sedici discorsi sull'economia rurale, 1834), l'intellettuale Seo Yu-gu dà al termine ong una definizione ampia, quella di giara per contenere i liquori di cereali e la salsa di soia, che era "il più grande dei recipienti di terracotta, il più necessario per l'uso quotidiano". L'ornitologo statunitense Pierre Louis Jouy, che soggiornò in Corea tra il 1883 e il 1885, descrisse così le onggi nei suoi resoconti:
In base alla loro destinazione d'uso, esistono due tipi di onggi: ojigeureut (smaltate) e jilgeureut (non smaltate). Le giare smaltate vengono cotte in forno fino a ossidazione e si prestano sia alla preparazione che alla conservazione all'aperto degli alimenti fermentati (salsa di soia, doenjang, gochujang, frutti di mare, verdure in salamoia e kimchi). Le onggi non smaltate, invece, non sono completamente ossidate perché durante la cottura il ceramista aggiunge della legna di pino e impedisce l'ingresso dell'ossigeno nel forno chiudendone i comignoli: il risultato è una giara coperta di fuliggine estremamente traspirante, usata all'interno delle abitazioni per cuocere a vapore i tteok o il riso. Contrariamente a quanto accade con la porcellana, lo smalto non crea uno strato superficiale vitreo, ma si amalgama alle particelle d'argilla formando dei micro-pori.
Le onggi hanno una forma ovoidale che varia poco di regione in regione, ma le giare destinate all'uso cittadino sono tendenzialmente più alte e piccole per adattarsi ai ridotti spazi urbani. Le più grandi si chiamano dok e hangari, mentre quelle piccole danji. La giara di dimensioni maggiori è quella per il kimchi, in quanto deve ospitarne abbastanza da durare per tutto l'inverno.

## Uso rituale
Oltre che in cucina, le onggi hanno trovato spazio anche nei rituali dello sciamanesimo coreano. Il missionario Claude-Charles Dallet ha riportato, in una cronaca del 1874: